# Liste der denkmalgeschützten Objekte in Türnitz
Die Liste der denkmalgeschützten Objekte in Türnitz enthält die 23 denkmalgeschützten, unbeweglichen Objekte der Gemeinde Türnitz im niederösterreichischen Bezirk Lilienfeld.

## Denkmäler
| Foto |                 | Denkmal                                                                  | Standort                                                     | Beschreibung | Metadaten |
| ---- | --------------- | ------------------------------------------------------------------------ | ------------------------------------------------------------ | --- | --- |
| ja   | Datei hochladen | Aufnahmsgebäude und Wasserturm Freiland HERIS-ID: 28705 Objekt-ID: 25305 | Freiland 36 Standort KG: Außerfahrafeld                      | Das Aufnahmsgebäude des Bahnhofs Freiland wurde um 1893 errichtet. Es ist ein mehrteiliger Bau aus Naturstein mit Laube aus Gusseisensäulen. Daneben befindet sich ein rechteckiger Wasserturm, das Erdgeschoß besteht aus Bruchstein. | BDA-Hist.: Q37921438 Status: Bescheid Stand der BDA-Liste: 2025-06-30 Name: Aufnahmsgebäude und Wasserturm Freiland GstNr.: .53, .55 Bahnhof Freiland |
| ja   | Datei hochladen | Pfarrhof HERIS-ID: 28681 Objekt-ID: 25277                                | Gerdrau 7 Standort KG: Lehenrotte                            | Ein zweigeschoßiger kubischer Bau mit Walmdach, der 1785 gebaut und 1882 aufgestockt wurde. | BDA-Hist.: Q37921351 Status: § 2a Stand der BDA-Liste: 2025-06-30 Name: Pfarrhof GstNr.: .13 Pfarrhof Lehenrotte                                      |
| ja   | Datei hochladen | Kath. Pfarrkirche hl. Leonhard HERIS-ID: 28680 Objekt-ID: 25276          | Gerdrau 9 Standort KG: Lehenrotte                            | Ein im Jahr 1785 gemeinsam mit dem Pfarrhof errichteter geschlossener Bau mit Südturm. 1854 erfolgte eine Erweiterung und 1961 sowie 1981 eine Restaurierung, dabei trug man die Sakristei im Norden ab. | BDA-Hist.: Q37921336 Status: § 2a Stand der BDA-Liste: 2025-06-30 Name: Kath. Pfarrkirche hl. Leonhard GstNr.: .14 Kirche Lehenrotte                  |
| ja   | Datei hochladen | Bildstock HERIS-ID: 28682 Objekt-ID: 25278                               | bei Lehenrotte 32 (Straßenmeisterei) Standort KG: Lehenrotte | Ein mächtiger Tabernakelpfeiler wahrscheinlich aus der 1. Hälfte des 20. Jahrhunderts. Der gemauerte Sockel besteht aus Steinquadern. Der dreiseitig geöffnete Aufsatz mit einem Mariahilfbild in frühbarockem Rahmen hat ein Pyramidendach. | BDA-Hist.: Q37921365 Status: § 2a Stand der BDA-Liste: 2025-06-30 Name: Bildstock GstNr.: 538/1 Bildstock Wieshof, Lehenrotte                         |
| ja   | Datei hochladen | Bildstock HERIS-ID: 28684 Objekt-ID: 25282                               | bei Lehenrotte 34 Standort KG: Lehenrotte                    | Ein als Pestsäule bezeichneter schlanker Tabernakelpfeiler mit gefeldertem Schaft; bezeichnet 1714. Im Aufsatz, der eine steinerne Haube mit eisernem Doppelkreuz hat, befinden sich Reliefs Maria Immaculata, Christus am Kreuz, Hl. Dreifaltigkeit und Hl. Familie. | BDA-Hist.: Q37921393 Status: § 2a Stand der BDA-Liste: 2025-06-30 Name: Bildstock GstNr.: 495/5 Bildstock Volksschule, Lehenrotte                     |
| ja   | Datei hochladen | Herrenhaus, Mühl von der Dickenau HERIS-ID: 28654 Objekt-ID: 25249       | Dickenau 3 Standort KG: Rachsenbachrotte                     | Herrenhaus der Dickenauer Pappenfabrik, um 1877 erbaut, hakenförmiger zweigeschoßiger Bau, hölzernes Gartensalettl mit Kreuzgiebeldach. | BDA-Hist.: Q37921149 Status: Bescheid Stand der BDA-Liste: 2025-06-30 Name: Herrenhaus, Mühl von der Dickenau GstNr.: .8/1                            |
| ja   | Datei hochladen | Wallfahrerkapelle HERIS-ID: 28659 Objekt-ID: 25254                       | Bundesstraße Standort KG: Steinbachrotte                     | In Formen des 17. Jahrhunderts, beim Straßenbau 1977/78 versetzt | BDA-Hist.: Q37921219 Status: § 2a Stand der BDA-Liste: 2025-06-30 Name: Wallfahrerkapelle GstNr.: 378/2 Wallfahrerkapelle Türnitz (25254)             |
| ja   | Datei hochladen | Brunnenhaus HERIS-ID: 28660 Objekt-ID: 25255                             | Mariazellerstraße 76, bei Standort KG: Steinbachrotte        | Ursprünglich auf der anderen Straßenseite, 1977/78 an heutige Stelle versetzt, kleiner Bau unter Satteldach, darin großes marmornes Muschelbecken wohl 1729 mit 7 Einläufen, darüber barockes Holzrelief Geißelung Christi, gemeinsam mit Kapelle Maria Siebenbrünn erbaut. | BDA-Hist.: Q37921234 Status: § 2a Stand der BDA-Liste: 2025-06-30 Name: Brunnenhaus GstNr.: 37/8 Brunnenhaus Türnitz                                  |
| ja   | Datei hochladen | Bildstock HERIS-ID: 28669 Objekt-ID: 25265                               | Bundesstraße Standort KG: Steinbachrotte                     | Pfeilerbildstock aus dem 17. Jahrhundert, Schaft mit Rautenmuster, schmiedeeisernes Doppelbalkenkreuz | BDA-Hist.: Q37921296 Status: § 2a Stand der BDA-Liste: 2025-06-30 Name: Bildstock GstNr.: 360/1                                                       |
| ja   | Datei hochladen | Wallfahrerkapelle HERIS-ID: 71412 Objekt-ID: 84599                       | Standort KG: Steinbachrotte                                  | In Formen des 17. Jahrhunderts, beim Straßenbau 1977/78 versetzt | BDA-Hist.: Q38127547 Status: § 2a Stand der BDA-Liste: 2025-06-30 Name: Wallfahrerkapelle GstNr.: .112 Wallfahrerkapelle Türnitz (84599)              |
| ja   | Datei hochladen | Straßenbrücke HERIS-ID: 28663 Objekt-ID: 25258                           | bei Steinbachrotte 8 Standort KG: Steinbachrotte             | Eine zweijochige steinerne Bogenbrücke mit Steinplattenabdeckung der Brüstung aus der Mitte des 19. Jahrhunderts. | BDA-Hist.: Q37921249 Status: § 2a Stand der BDA-Liste: 2025-06-30 Name: Straßenbrücke GstNr.: 38/14                                                   |
| ja   | Datei hochladen | Kapelle Maria Siebenbrünn HERIS-ID: 28657 Objekt-ID: 25252               | Mariazellerstraße 77 Standort KG: Steinbachrotte             | Ein hoher Zentralbau mit drei hohen Portalen an der Mariazeller Straße, die von Georg Wagner 1716 gestiftet und 1729 errichtet wurde. | BDA-Hist.: Q37921188 Status: § 2a Stand der BDA-Liste: 2025-06-30 Name: Kapelle Maria Siebenbrünn GstNr.: .76 Kapelle Maria Siebenbrünn in Türnitz    |
| ja   | Datei hochladen | Einsiedelei HERIS-ID: 28671 Objekt-ID: 25267                             | Mariazellerstraße 76 Standort KG: Steinbachrotte             | Um 1729 errichtetes gemauertes Häuschen mit später aufgesetztem Obergeschoß in Blockbauweise unter Satteldach. | BDA-Hist.: Q37921310 Status: § 2a Stand der BDA-Liste: 2025-06-30 Name: Einsiedelei GstNr.: .75 Einsiedelei Türnitz                                   |
| ja   | Datei hochladen | Altes Armenhaus HERIS-ID: 28613 Objekt-ID: 25207                         | Bahnhofstraße 1 Standort KG: Türnitz                         | 1642 unter Abt Cornelius Strauch durch Stift Lilienfeld erbaut, breit gelagerter Bau unter Schopfwalmdach mit breiter Giebelfassade, über dem Portal Allianzwappen Abt Chrysostomus Wieser von Lilienfeld, westseitig Freitreppe zum später aufgesetzten Obergeschoß. | BDA-Hist.: Q37920967 Status: § 2a Stand der BDA-Liste: 2025-06-30 Name: Altes Armenhaus GstNr.: .30 Armenhaus Türnitz                                 |
| ja   | Datei hochladen | Wasserturm und Lokschuppen HERIS-ID: 29150 Objekt-ID: 25782              | Bahnhofstraße 14 Standort KG: Türnitz                        | 1908 erbaut, Lokschuppen in Fachwerkbauweise, anschließend steingemauerter Trakt mit hohem Mittelteil (Wasserturm). | BDA-Hist.: Q37924465 Status: Bescheid Stand der BDA-Liste: 2025-06-30 Name: Wasserturm und Lokschuppen GstNr.: 377/4, .135, 377/2 Bahnhof Türnitz     |
| ja   | Datei hochladen | Aufnahmsgebäude Türnitz HERIS-ID: 28601 Objekt-ID: 25195                 | Bahnhofstraße 16 Standort KG: Türnitz                        | 1908 erbaut, eingeschoßiges Aufnahmsgebäude mit zweigeschoßigem Zwerchtrakt, Satteldächer | BDA-Hist.: Q37920871 Status: Bescheid Stand der BDA-Liste: 2025-06-30 Name: Aufnahmsgebäude Türnitz GstNr.: .135 Bahnhof Türnitz                      |
| ja   | Datei hochladen | Pfarrhof HERIS-ID: 28607 Objekt-ID: 25201                                | Markt 15 Standort KG: Türnitz                                | Ein 1691 errichteter Bau, der 1792 ausgebaut und 1980 adaptiert wurde. | BDA-Hist.: Q37920923 Status: § 2a Stand der BDA-Liste: 2025-06-30 Name: Pfarrhof GstNr.: .17/1                                                        |
| ja   | Datei hochladen | Schule HERIS-ID: 28608 Objekt-ID: 25202                                  | Markt 16 Standort KG: Türnitz                                | Ehemalige Volksschule, 1730 urkundlich Schule, 1796 Neubau, 1858 erweitert, zweigeschoßiges Mittelflurhaus (rückseitig dreigeschoßig) mit Walmdach und wuchtigem Kamin. | BDA-Hist.: Q37920938 Status: § 2a Stand der BDA-Liste: 2025-06-30 Name: Schule GstNr.: .35                                                            |
| ja   | Datei hochladen | Gemeindeamt (Zeillingerhaus) HERIS-ID: 28603 Objekt-ID: 25197            | Markt 28 Standort KG: Türnitz                                | Ehemaliges Wohnhaus der Sensenwerkbesitzer Zeillinger, 1825 Erwerb der Demerschen Hammerschmiede und Umbau zu Sensenwerk, ab 1882 k.k. privilegierte Sensenfabrik, 1894 Vereinigung der Werke Türnitz und Schildbachrotte, letzteres nach dem 1. Weltkrieg stillgelegt, 1950 Stilllegung der Sensenerzeugung, bis 1970 landwirtschaftliche Maschinen, spätklassizistischer Bau im Kern älter mit Mittelrisalit unter Dreiecksgiebel. | BDA-Hist.: Q37920885 Status: § 2a Stand der BDA-Liste: 2025-06-30 Name: Gemeindeamt (Zeillingerhaus) GstNr.: 59/4                                     |
| ja   | Datei hochladen | Feuerwehrmuseum HERIS-ID: 28619 Objekt-ID: 25213                         | Markt 25 Standort KG: Türnitz                                | 1890 errichtet und seit 1986 ein Museum. | BDA-Hist.: Q37920983 Status: § 2a Stand der BDA-Liste: 2025-06-30 Name: Feuerwehrmuseum GstNr.: .50 Historical fire house in Türnitz                  |
| ja   | Datei hochladen | Volksschule HERIS-ID: 28610 Objekt-ID: 25204                             | Unterer Markt 16 Standort KG: Türnitz                        | Ein 1910 erbauter zweigeschoßiger Bau mit Schopfwalmdach und Mittelrisalit. | BDA-Hist.: Q37920952 Status: § 2a Stand der BDA-Liste: 2025-06-30 Name: Volksschule GstNr.: .142                                                      |
| ja   | Datei hochladen | Kath. Pfarrkirche hl. Martin HERIS-ID: 28604 Objekt-ID: 25198            | Markt 17, gegenüber Standort KG: Türnitz                     | Ein zweischiffiger Bau mit mächtigem vorgestellten Turm. Der Hochaltar stammt aus dem Jahr 1768. | BDA-Hist.: Q37920899 Status: § 2a Stand der BDA-Liste: 2025-06-30 Name: Kath. Pfarrkirche hl. Martin GstNr.: .34 Kirche Türnitz                       |
| ja   | Datei hochladen | Bauernhof Mittereckerhof HERIS-ID: 28759 Objekt-ID: 25362                | Weidenau 15 Standort KG: Weidenaurotte                       | Stattliches herrenhausartiges zweigeschoßiges Wohnhaus unter Walmdach, Fassaden mit späthistoristisch-secessionistischem Putzdekor (Substanz im Kern älter) und Kastenstockfenstern mit Steckgittern, rückseitig Wirtschaftsgebäude und Kellerstöckl. | BDA-Hist.: Q37921683 Status: § 2a Stand der BDA-Liste: 2025-06-30 Name: Bauernhof Mittereckerhof GstNr.: 575 Bauernhof Mittereckerhof                 |